# Oggetti non stellari nella costellazione del Leone
Principali oggetti non stellari presenti nella costellazione del Leone.

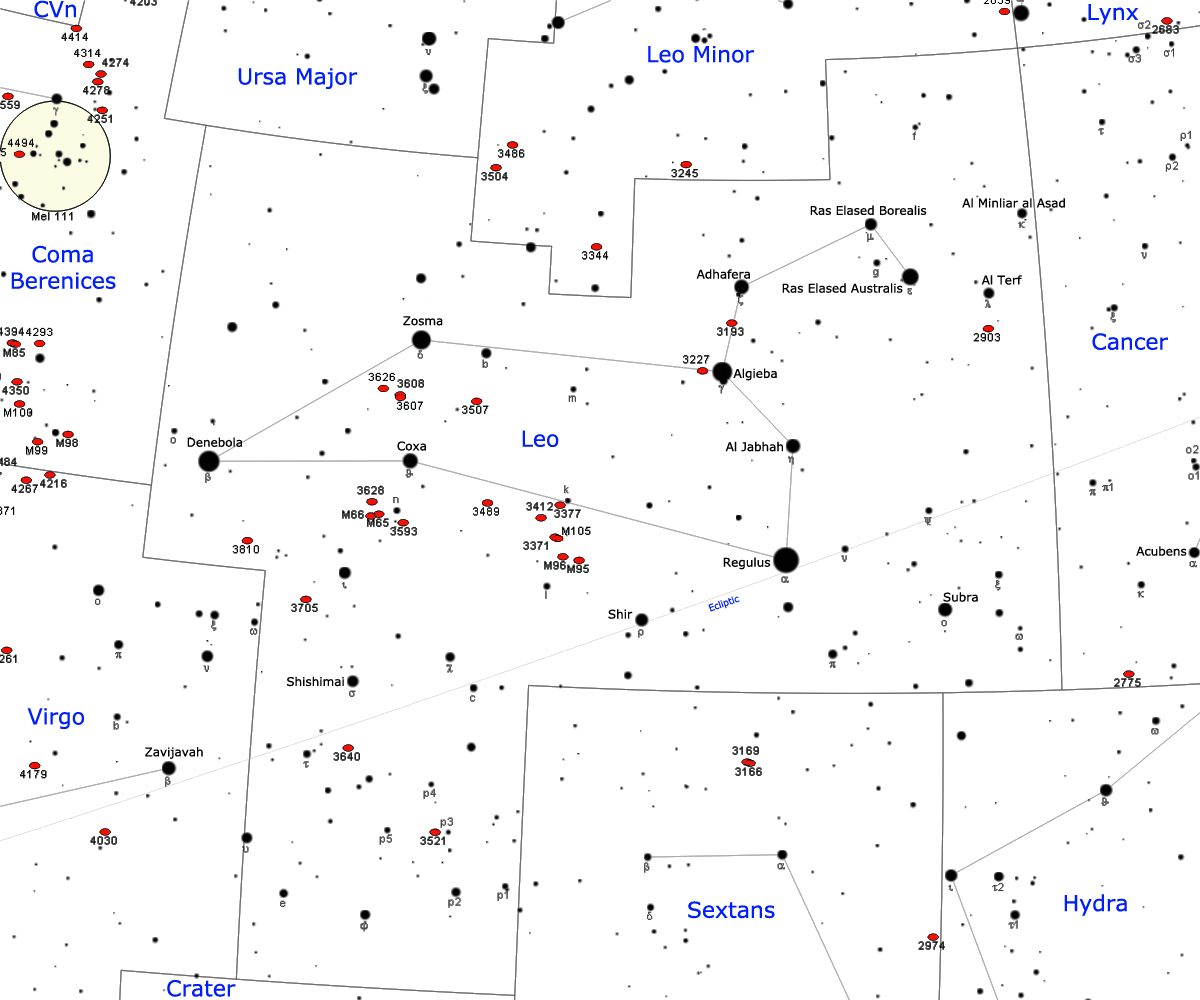
Mappa della costellazione del Leone.

## Galassie
- Galassia Leo I
- Galassia Leo II
- Galassia Leo IV
- Galassia Leo V
- Galassia Leo A
- Galassia Leo P
- Galassia Leo T
- KKh 060
- M65
- M66
- M95
- M96
- M105
- MACS 1149-JD
- NGC 2903
- NGC 2968
- NGC 3190
- NGC 3193
- NGC 3227
- NGC 3274
- NGC 3371
- NGC 3377
- NGC 3412
- NGC 3433
- NGC 3489
- NGC 3507
- NGC 3521
- NGC 3593
- NGC 3607
- NGC 3608
- NGC 3626
- NGC 3628
- NGC 3640
- NGC 3705
- NGC 3808
- NGC 3810
- NGC 3862
- NGC 3996
- Segue I

## Gruppi di galassie
- HCG 59

## Ammassi di galassie
- Abell 921
- Abell 1033
- Abell 1413
- Ammasso del Leone
- Gruppi di Leo II
- Gruppo di M96
- MACS J1149.6+2223
- MACS J1115.9+0129
- MOO J1142+1527
- MS 1054-03
- Settetto di Copeland
- Superammasso del Leone A
- Superammasso del Leone-Sestante
- Superammasso del Leone-Vergine
- Tripletto del Leone

## Quasar
- J1007+2115

## Ammassi di quasar
- Clowes-Campusano LQG

## Lampi gamma
- GRB 090423